# Centerview Township
Centerview Township est un ancien township, situé dans le comté de Johnson, dans le Missouri, aux États-Unis,.
Le township est fondé en 1870 et baptisé en référence au village de Centerview.

### Source de la traduction
- (en) Cet article est partiellement ou en totalité issu de l’article de Wikipédia en anglais intitulé « Centerview Township, Johnson County, Missouri » (voir la liste des auteurs).